# Howittia trilocularis
Howittia trilocularis är en malvaväxtart som beskrevs av Ferdinand von Mueller. Howittia trilocularis ingår i släktet Howittia och familjen malvaväxter. Inga underarter finns listade i Catalogue of Life.